# Tik Tok
"Tik Tok" (estilizado como "TiK ToK") é uma canção gravada pela artista musical norte-americana Kesha para o seu primeiro álbum de estúdio, Animal (2010). A composição surgiu depois de uma experiência vivenciada pela cantora, em que ela acordou cercada por belas mulheres e imaginou ser igual ao rapper P. Diddy. Após elaborar os seus versos iniciais, Kesha concluiu a sua escrita ao lado de Benny Blanco e Dr. Luke, que, mais tarde, convidaram Diddy a contribuir para a canção. A sua gravação decorreu em meados de 2009, no estúdio Conway Recording Studios, em Los Angeles, Califórnia, sob a produção de Luke e Blanco. O tema foi enviado às rádios norte-americanas em 7 de agosto de 2009, através da editora discográfica RCA Records, marcando o single de estreia da artista. Em 20 de agosto, foi disponibilizado na iTunes Store de vários países, como o Brasil, Reino Unido e Portugal e, meses depois, editado como um extended play (EP) digital. Musicalmente, a canção deriva dos gêneros dance pop e electropop minimalista e usa uma batida de jogos eletrônicos intercalada a palmas e sintetizadores, enquanto que a sua letra, de acordo com a própria intérprete, é baseada em sua vida e transmite um sentimento despreocupado sobre não deixar nada te abater.
A obra recebeu análises mistas dos profissionais especializados em música contemporânea, que elogiaram a celebração festeira da vida presente nas letras, bem como a sua produção, comparando-a a trabalhos de artistas como Lady Gaga, Uffie e Fergie. Outros, porém, criticaram-na devido a essa semelhança, descrevendo-a como irritante. Comercialmente, o single obteve um desempenho bastante positivo, tendo atingido a primeira posição nos mercados musicais de dezoito países, como na Áustria, na Alemanha, no Brasil, na França e no Canadá, e alcançado os dez primeiros lugares no Reino Unido, na Suécia e em Portugal. Nos Estados Unidos, tornou-se o primeiro da artista a alcançar o topo da Billboard Hot 100, a principal parada de canções do país. Além disso, ele quebrou o recorde de mais semanas na liderança de uma artista feminina em estreia por Debby Boone, em 1977, com um total de nove semanas no topo, e estabeleceu-se como o mais bem-vendido em uma semana por uma artista feminina no país, com mais de 610 mil unidades digitais. A canção terminou o ano como a mais comprada de 2010, com mais de 5.600 milhões de cópias comercializadas. Até 2012, havia vendido mais de seis milhões de cópias nos EUA, tornando-se a sexta canção a alcançar esta marca e a segunda por uma artista feminina. Mundialmente, ela vendeu mais de doze milhões de cópias somente em 2010, tornando-se a mais vendida do ano. Atualmente, as suas vendas são avaliadas em mais de catorze milhões de cópias distribuídas em nível global, o que a fez ficar na vice-liderança da lista dos singles mais vendidos do mundo.
O vídeo musical acompanhante foi dirigido por Syndrome e estreou em 14 de novembro de 2009, através do serviço VEVO. Começa com a cantora acordando em uma banheira em uma casa que não é dela. Posteriormente, mostra a intérprete a andar em torno da cidade, antes de ela ir para uma festa. O vídeo termina com a artista deitada em uma banheira diferente da que ela inicialmente acordou. Como forma de divulgação, Kesha interpretou-a em diversos programas televisivos, como Saturday Night Live e The Today Show, bem como na cerimônia de entrega de prêmios MTV Europe Music Awards de 2010. A faixa também fez parte do repertório da turnê promocional do álbum, onde era interpretada em um cenário com temática festiva composto por luzes piscantes e por dançarinos de fundo. A música foi regravada por vários cantores, incluindo Avril Lavigne e Heather Morris, além de ter sido utilizada na sequência de abertura do vigésimo episódio da vigésima primeira temporada da série de animação americana The Simpsons.

## Antecedentes e desenvolvimento
Em 2005, após concluir os seus projetos com Breakaway (2004), segundo álbum de estúdio de Kelly Clarkson, Lukasz Gottwald (Dr. Luke) solicitou diferentes pessoas da indústria fonográfica à procura de demos de artistas desconhecidos. Duas das gravações que ele recebeu foram feitas por Katy Perry e Kesha. Luke ficou particularmente interessado pela música de Kesha, que combinava elementos de música country com eletrônica e possuía letras provocadoras, o que a fez se destacar dentre os demais. No Conway Recording Studios, em Hollywood, ele analisou atentamente algumas de suas gravações e, na última delas, ela estava sem letras para a canção e disse: "Eu sou uma garota branca/ De 'Ville/ Nashville, vadia. Uhh, Uhhhhh...". Luke e os demais ficaram fascinados pela improvisação, e a artista acabou por assinar um contrato com a sua gravadora, a Kemosabe Records, e deu início à produção de suas primeiras canções.
| “ | Estava à procura de uma artista feminina com uma voz incrível e distinta, com um estilo muito próprio (...) Kesha tinha uma sonoridade única. | ” |

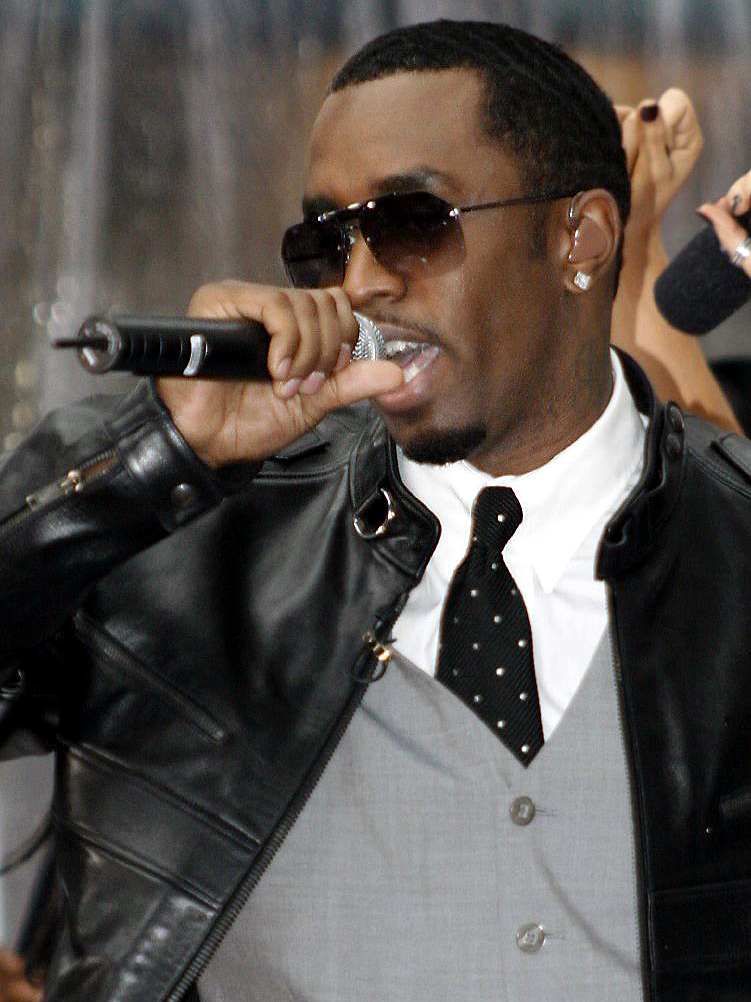
O rapper P. Diddy contribuiu com os seus vocais em "TiK ToK" e foi citado por Kesha como inspiração para a composição.

Contudo, mesmo após ter assinado o contrato, Luke não se dedicou por completo ao trabalho com a cantora, pois estava envolvido em outros projetos. Nesse meio período, ela se envolveu em outras ocupações e aperfeiçoou a sua música, contribuindo como vocal de apoio em "Lace & Leather" (2008), de Britney Spears, e participando do vídeo musical de "I Kissed a Girl" (2008), de Katy Perry. Ela também compôs linhas de "When Love Takes Over" (2009), para David Guetta e Kelly Rowland, e também trabalhou ao lado da dupla de compositoras australiana Miriam e Olivia Nervo. Foi em 2008, quando Luke trabalhava com Flo Rida em "Right Round" (2009), que ele decidiu incluí-la na produção; Kesha contribuiu com os seus vocais para a canção, que chegou à primeira posição das mais tocadas nos Estados Unidos, Reino Unido, entre outros países. Depois disso, diversas gravadoras mostraram interesse pela artista, que acabou por assinar um novo contrato com a RCA Records.
Mais tarde, ela começou a produzir o seu álbum de estreia, Animal (2010), ao lado de Dr. Luke, Benny Blanco e Max Martin. Numa entrevista com a MTV News, a intérprete revelou que a inspiração para a composição surgiu depois de ela voltar para casa meio embriagada e cambaleante, após uma noitada de festa. A linha de abertura da música surgiu de uma experiência onde ela acordou cercada por belas mulheres e ela pensou ser igual a P. Diddy. Ela, então, levou os trechos que havia escrito para o seu produtor e a composição foi concluída. Quatro horas depois, Luke contatou Diddy, propondo-o que ele e Kesha trabalhassem em algo juntos. Diddy, portanto, concordou em ir ao estúdio para contribuir com os seus vocais em duas linhas da canção e a produção foi concluída.
A sua gravação decorreu em meados de 2009, no estúdio Conway Recording Studios, em Los Angeles, Califórnia, sendo que a cantora precisou de três tomadas para obter a melodia correta. Contudo, em um ponto da produção, Kesha quis reescrever os versos da canção, por não achá-los engraçados ou inteligentes. "Pensei tratar-se apenas de uma outra canção. Eu pensei que era apenas como todas os outras que eu havia escrito. Eu nem sequer sabia se era muito bom. Queria rescrever os versos. Eu não achava que isto era engraçado ou inteligente (...) Mas todos gostaram disto", disse ela. O seus produtores, então, convenceram-na a não fazer alterações na canção e, em última análise, ela concordou.

## Lançamento e divulgação

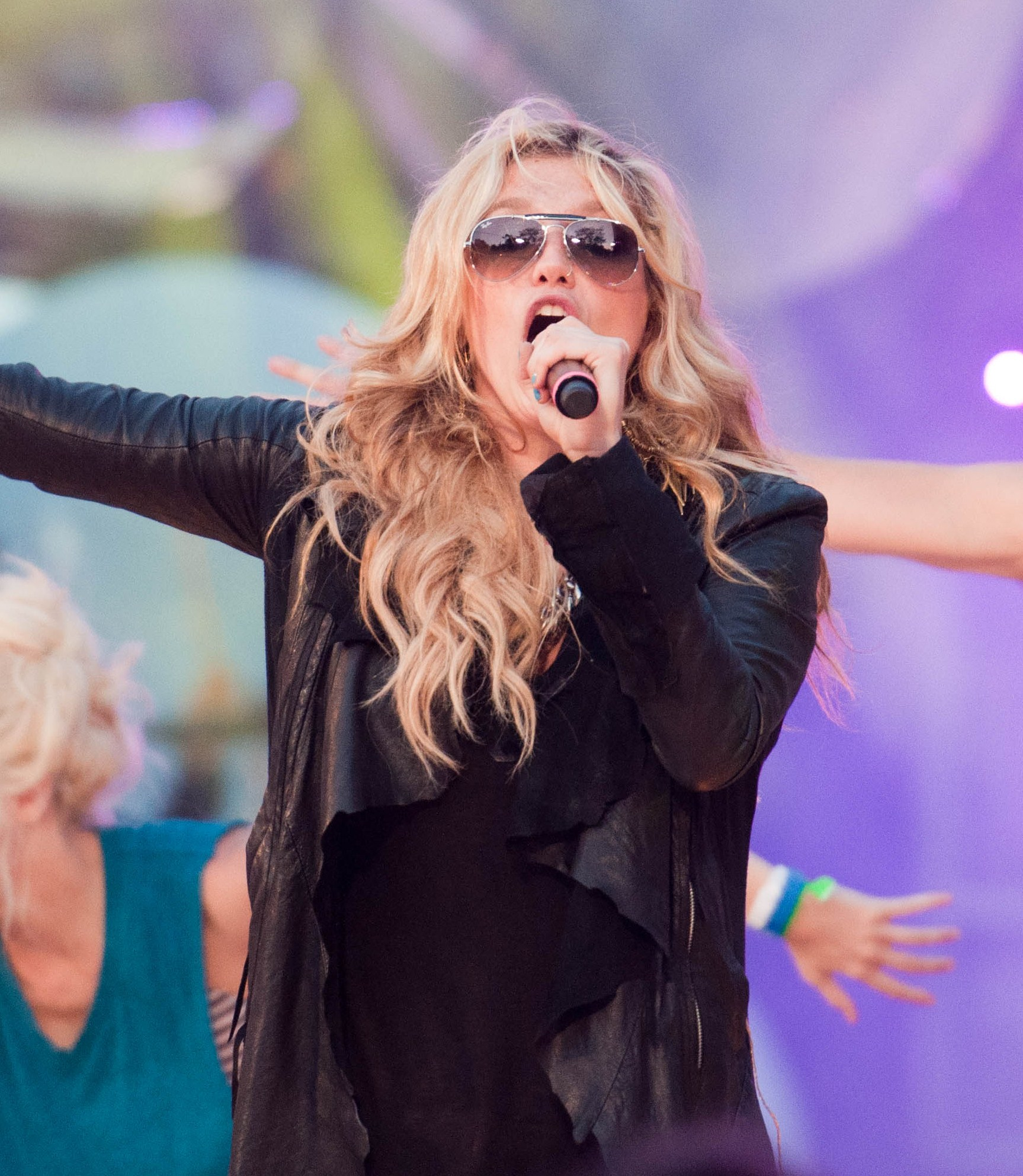
Kesha ensaiando "TiK ToK", para apresentá-la na cerimônia MuchMusic Video Awards, em 2010.

A divulgação de "TiK ToK" iniciou um mês antes de seu lançamento oficial, através da conta de Kesha no serviço My Space, onde o tema foi disponibilizado como download digital gratuito. Mais tarde, em 25 de agosto de 2009, o single foi lançado no iTunes dos Estados Unidos. Barry Weiss, presidente da editora discográfica RCA Records, contou com a mesma estratégia de marketing utilizada com Britney Spears, ao liberar a canção gratuitamente para o público. O lançamento do tema nas rádios norte-americanas ocorreu em 7 de agosto, contudo, o mesmo foi adiado para outubro em outros países, a fim de atrair o interesse da mídia sobre ela.
Após lançá-la oficialmente, a artista esteve em diversos programas televisivos apresentando a canção em forma de divulgação de Animal (2010), sendo que o single também foi adicionado ao repertório da turnê promocional do álbum. A primeira delas foi através do programa MTV Push, da MTV Networks, onde "TiK ToK" foi interpretada ao lado de "Blah Blah Blah" e "Dinosaur". Em 2010, a cantora interpretou-a novamente, em conjunto com "Blah Blah Blah", "Take It Off", "Your Love Is My Drug" e "Dirty Picture", no festival de música britânico Radio 1's Big Weekend, da rede BBC Music. No dia 29 de maio, apresentou-se na premiação musical MTV Video Music Awards Japan, executando novamente a canção e "Your Love Is My Drug", sendo que a sua performance obteve críticas negativas por parte dos analistas.
Kesha também fez aparições em programas como It's On with Alexa Chung, Lopez Tonight, Late Night with Jimmy Fallon, The Tonight Show with Conan O'Brien, The Ellen DeGeneres Show e The Wendy Williams Show. Em 17 de abril de 2010, a obra foi interpretada no Saturday Night Live; Kesha apresentou-se com um traje preto e justo, com uma capa, a qual exibia, ao fundo, a bandeira norte-americana. A performance contou com luzes com efeito de lasers e a sua banda e os dançarinos estavam com trajes espaciais. Contudo, o espetáculo também recebeu análises negativas. Quatro meses mais tarde, em 13 de agosto, "TiK ToK" foi executada no The Today Show, juntamente com "Your Love Is My Drug" e "Take It Off", sendo que a apresentação foi bem recebida pelo público, que cantara junto com a musicista algumas das faixas. A artista também foi escalada para se apresentar na cerimônia de entrega de prêmios MTV Europe Music Awards de 2010, em novembro; ela usou um collant com maquiagem fluorescente para o show, que contou com o apoio de luzes piscantes e dançarinos de fundo. Durante a apresentação, a ponte da canção foi alterada e contou com uma "amplificação mais house music vibe".

## Estrutura musical e letras
"TiK ToK" é uma canção que deriva dos gêneros dance pop e electropop, com fortes elementos de música eletrônica e de música de vídeo games em sua melodia. A canção é rapeada nos versos, como no de abertura: "Acordo pela manhã sentindo-me como P. Diddy", e cantada no coro. A sua produção incorpora um forte uso de sintetizadores intercalado a palmas, enquanto que os vocais de Kesha são reforçados por meio do Auto-Tune em algumas partes. Liricamente, "TiK ToK" é sobre promiscuidade e aborda temas como o excesso de prazeres, bebedeiras e festas sem parar, sendo descrita como uma faixa divertida e despreocupada. Segundo a cantora, as letras são representativos de si mesma. "É sobre a minha vida, é 100% de mim", disse ela.
| “ | Somos [Kesha e seus amigos] todos jovens e duros, e isso não importa. Podemos encontrar roupas do outro lado da rua e sairmos e parecermos fantásticos, e eliminá-lo. Se nós não tivermos um carro isto não nos impede, pois nós pegaremos o ônibus. Se não podemos pagar as bebidas, vamos trazer uma garrafa na nossa bolsa. É simplesmente sobre não deixar nada te abater. | ” |

Foi composta pela própria vocalista, que contou com o auxílio de seus produtores, Dr. Luke e Benny Blanco, que também ficaram a cargo de sua programação musical, ao passo que Emily Wright e Sam Holland trataram de sua engenharia. Os seus versos iniciais possuem duas linhas interpretadas pelo rapper P. Diddy, mencionado nas letras da obra, assim como Mick Jagger. Musicalmente, foi comparada ao single de estreia de Lady Gaga, "Just Dance" (2008), devido à sua composição e ao seu contexto lírico semelhantes, e às canções de Fergie, por causa de seu estilo de rap. De acordo com a partitura publicada pela Sony/ATV Music Publishing, a música é definida no tempo de assinatura moderadamente acelerado com um metrônomo de 120 batidas por minuto, em uma clave de ré menor e o vocal de Kesha varia entre as notas Ré3 e Ré5, com sequência básica de Si♭-Dó-RéM-Si♭.

## Repercussão

### Crítica profissional
| Críticas profissionais | Críticas profissionais |
| Avaliações da crítica  | Avaliações da crítica  |
| Fonte                  | Avaliação              |
| ---------------------- | ---------------------- |
| BBC Music              | [ 29 ]                 |
| Billboard              | (76/100)               |
| Digital Spy            | [ 30 ]                 |
| AllMusic               | (Positiva)             |

Após o seu lançamento, a música recebeu análises mistas dos profissionais especializados, que elogiaram a temática lírica da canção, mas criticaram a sua semelhança aos trabalhos de outros artistas. Kelsey Paine, analista da revista Billboard, por exemplo, concedeu-lhe 76 pontos em uma escala de 100 e chamou-a de: "Uma carta de amor aos DJs de toda a parte", apelidando-a de um "dance pop infeccioso". David Renshaw, da Drowned in Sound, também elogiou o tema, dizendo: "Sujo e agitado, ['TiK ToK'] é um hino de verão impetuoso sobre ficar embriagado e festejar com força. Pode não ser um embalo mundial, mas como uma peça pop descartável, ele capta o momento e conta com um enorme gancho, o qual, realmente, é tudo o que você precisa para governar as ondas de rádio, TV e ringtones". Em contraste, Zoe Chace, da rádio NPR Music, foi mais negativa em sua revisão. Chace alegou que Kesha canaliza na canção pop e hip hop sem acrescentar quaisquer comentários pessoais ou visão própria, afirmando: "Esta não é uma boa canção".
Aaron M., da página online Território da Música, em análise ao disco, definiu a música como um dos destaques do álbum. Na base de dados AllMusic, David Jeffries compartilhou a mesma opinião e descreveu "TiK ToK" como divertida. Na revista eletrônica MusicOMH, Andrew Burgess elogiou a sua condução e o uso de "sintetizadores sujos" na canção, bem como o seu "ritmo de pista de dança". Nick Levine, editor do site inglês Digital Spy, concedeu à composição quatro de cinco estrelas e chamou a intérprete de: "Sensação pop dos Estados Unidos", comentando sobre a letra da canção: "Ela acorda sentindo-se como P. Diddy, prossegue a escovar os seus dentes com uma garrafa de Jack, e se um rapaz ficar muito embriagado mais tarde, bem, ela está preparada para lhe dar um tapa". Levine concluiu a revisão adjetivando-a de "doce" e "potente". Jon Caramanica, do periódico estadunidense The New York Times, descreveu a canção como: "Uma celebração enérgica e lasciva das noitadas e das manhãs seguintes". Contudo, ele também observou que alguns compararam Kesha desfavoravelmente a Uffie, comentando: "Se alguém deve se sentir fraudado por 'TiK ToK', porém, é Lady Gaga, que provavelmente escuta pedaços significativos de seu sucesso 'Just Dance' (2008) em sua melodia e seu tema principal". Jonah Weiner, da revista Slate Magazine, também a comparou a trabalhos de Lady Gaga, referindo-se ao enredo da canção como uma representação de "Just Dance", bem como às canções de Fergie, alegando: "A música se estabelece na linha de falha entre um charme besta e profundamente irritante".

### Reconhecimento
Após o seu lançamento, o tema obteve destaque em várias premiações ao redor do mundo. Em 2010, o single recebeu indicações às categorias "Melhor Canção Internacional" nos Premios Los 40 Principales e "Vídeo Internacional do Ano" no MuchMusic Video Awards. Além disso, obteve, em 2011, os troféus de "Canção Vencedora de Prêmios" no BIM Awards e "Melhor Canção Atuada" no ASCAP Music Awards. A obra também foi indicada à premiação MTV Video Music Awards, nas categorias "Melhor Vídeo Feminino" e "Melhor Vídeo Pop", mas veio a perder ambos para "Bad Romance" (2010), de Lady Gaga.
A obra também obteve atenção por parte da mídia, sendo listada, em 2009, como um dos melhores singles lançados no ano. Bill Lamb, editor do portal About.com, afirmou: "Ela começou o ano como um ato de apoio a Flo Rida, e Kesha encerrou-o como uma estrela festeira em seu próprio direito. Poucos cantores mostram muita atitude com os seus singles de estreia", elegendo a canção o 13.º melhor lançamento do ano referido, enquanto que James Montgomery, do canal de televisão MTV, colocou-a na 23.ª posição de sua lista. Elizalde Robertson, do Yahoo! Music, elaborou uma lista das melhores músicas mais tocadas ao longo de 2010 nas paradas, onde "TiK ToK" acabou por ser posicionada no número dois. O tema também ficou na vice-liderança do catálogo de mesmo título da revista Rolling Stone, que comentou: "Ela soa como qualquer garota adolescente solitária presa em uma pequena cidade, cantando junto ao seu rádio e sonhando com uma festa onde ela é a estrela. A magnitude de Kesha é que, em sua voz, você pode escutar uma garota perdedora e uma estrela ao mesmo tempo". A música também obteve destaque na lista da revista Billboard, onde foi nomeada "Canção do Ano", ao passo que a intérprete ficou com o título de "Artista Revelação", estabelecendo-se também no topo da lista "Melhores Hits do Ano", da brasileira Superinteressante.

## Vídeo musical

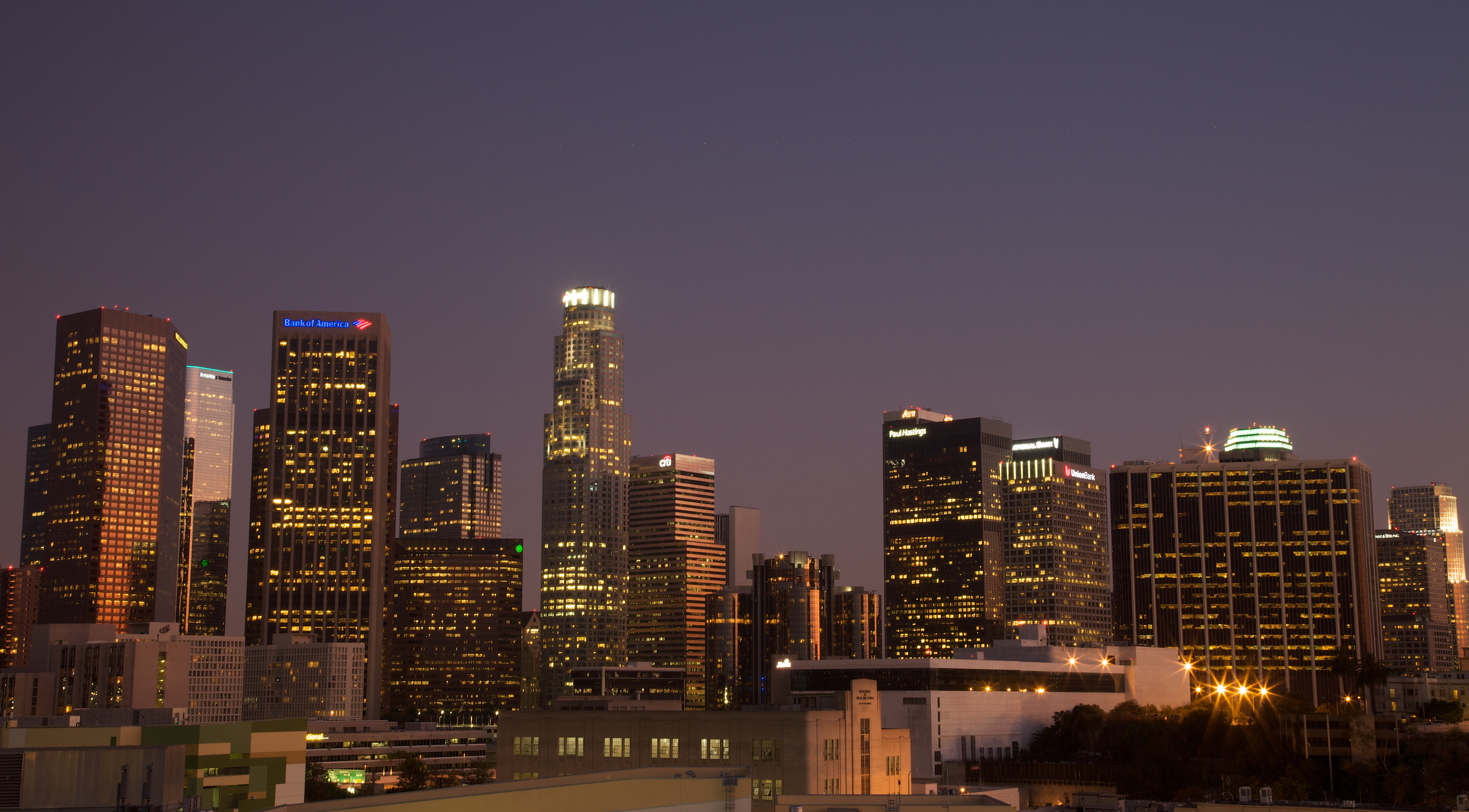
Imagem panorâmica do centro de Los Angeles, onde o vídeo foi filmado.

O vídeo musical da canção foi dirigido por Syndrome e lançado oficialmente em 14 de novembro de 2009, através do canal de Kesha no serviço VEVO. A sua gravação decorreu no antigo bairro da cantora, em Los Angeles, Califórnia, enquanto que algumas cenas foram gravadas na casa de seu amigo.
| “ | Estou entusiasmada com o vídeo porque fui gravá-lo no meu antigo bairro, o rapaz que conduz o meu carro dourado é um amigo meu e a última cena festiva é nesta casa, que costumávamos chamar de 'prisão para bêbados'. [A] | ” |

A trama, com uma duração superior a três minutos, começa com a cantora a acordar em uma banheira de uma casa; ela tropeça e começa a procurar por uma escova de dentes no banheiro. Na cena seguinte, Kesha vai à escada, olhando para as fotos na parede, enquanto coloca as suas botas e interpreta a música. Ela anda até a cozinha e encontra uma família que está tomando café da manhã, assustando-os. Ela encolhe os ombros e, em seguida, deixa o lar, fazendo com que a família levante-se e siga-a até a calçada, onde ela pega uma bicicleta dourada caída contra o muro. A cena é seguida com a artista a passear pelas ruas da cidade, cantando o tema. No percurso, ela encontra um grupo de crianças e acaba por trocar a bicicleta por seus aparelhos de som. Na transição seguinte, as cenas do vídeo alteram-se para uma na qual ela está em frente a uma parede amarela, onde rejeita um rapaz, mas é pega por um homem retratado por Simon Rex, que a leva em uma Trans Am 1978 dourada — sendo que o carro utilizado no mesmo pertencia à cantora. Eles são parados por um policial e Kesha acaba sendo algemada. No versículo seguinte, o teledisco mostra a intérprete executando a canção de pé no veículo e acenando com a algema pendurada no seu braço esquerdo. A próxima mostra-a em uma sala prateada, repleta de glitter. Nos versículos finais, ela está em uma festa, com o mesmo rapaz que a pegou de carro, dançando e executando a canção. O vídeo conclui-se com a intérprete deitada em uma banheira diferente da que ela acordou.

## Faixas
"TiK ToK" foi lançada através de download digital em lojas como Amazon.com e iTunes, e em formato físico. No Reino Unido e na Irlanda, foi lançado como um CD single, que contém a edição padrão da canção e uma produção aperfeiçoada da obra. Além disso, foi disponibilizada nos Estados Unidos como um extended play (EP), que contém, além da versão original da música, outros três remixes.
| Extended play (EP) digital dos Estados Unidos |                                                |         |  |
| N.º                                           | Título                                         | Duração |  |
| 1.                                            | "TiK ToK"                                      | 3:20    |  |
| 2.                                            | "TiK ToK (Fred Falke Club Remix)"              | 6:42    |  |
| 3.                                            | "TiK ToK" (Chuck Buckett's Verucca Salt Remix) | 4:55    |  |
| 4.                                            | "TiK ToK (Untold Remix)"                       | 5:01    |  |

| CD single do Reino Unido e Irlanda |                                                                 |         |  |
| N.º                                | Título                                                          | Duração |  |
| 1.                                 | "TiK ToK" (Versão original)                                     | 3:20    |  |
| 2.                                 | "TiK ToK (Tom Neville's Crunk & Med Mix)" (Tom Neville's Remix) | 6:54    |  |

| Download digital |           |         |  |
| N.º              | Título    | Duração |  |
| 1.               | "TiK ToK" | 3:20    |  |

## Créditos
Lista-se abaixo os profissionais envolvidos na elaboração da canção:
| - Vocal principal - Kesha Sebert - Composição - Kesha Sebert, Lukasz Gottwald, Benjamin Levin - Produção - Lukasz Gottwald, Benjamin Levin - Assistente de produção - Vanessa Silberman - Instrumentos e programação - Lukasz Gottwald, Benjamin Levin | - Gravação - Lukasz Gottwald, Benjamin Levin - Engenharia acústica - Emily Wright, Sam Holland - Edição vocal - Emily Wright - Assistente de engenharia - Aniela Gottwald - Mixagem - Serban Ghenea, Tim Roberts, John Hanes |

## Impacto cultural

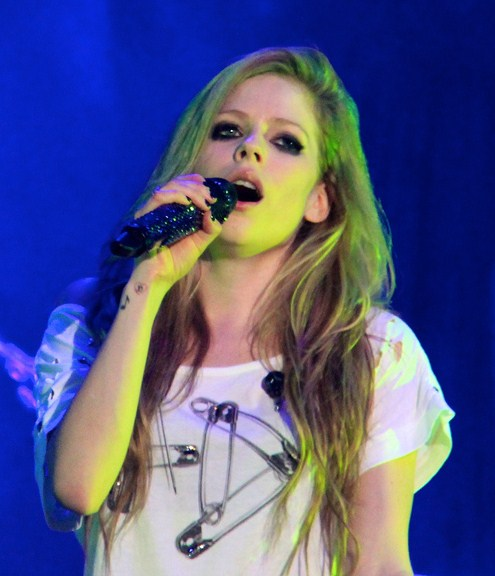
A cantora canadense Avril Lavigne apresentou uma versão acústica da canção em sua apresentação na rádio BBC, em 2011.

A faixa também recebeu atenção por parte de outros artistas, que fizeram a sua própria versão. Em 2009, a composição foi parodiada pelo grupo de comédia britânico The Beast Midnight. A paródia discute assuntos da juventude, como a tentativa de ver os corpos nus de mulheres e evitar a ira dos pais. Depois que Kesha soube do ocorrido, ela postou em seu Twitter: "Isto é melhor que a minha versão". A mesma foi lançada como download digital na iTunes Store em fevereiro de 2010, tendo alcançado a quarta colocação na Austrália e a 39.ª na Irlanda. Nesse mesmo ano, o grupo musical Woe, Is Me gravou sua própria versão da obra, liberando-a como o seu lançamento de estreia. A comediante estadunidense Julie Brown também apresentou a sua versão de "TiK ToK", em 2010, e também alinhou-a em seu álbum de estúdio Smell the Glamour (2011), sob o título de "Another Drunk Chick". O periódico The New York Post, em análise ao CD, afirmou: "O disco é um dos melhores álbuns de comédia do ano". "Weird Al" Yankovic incluiu o coro da canção em seu single "Polka Face" (2011), para o seu décimo terceiro álbum de estúdio, Alpocalypse (2011). A canadense Avril Lavigne também registrou uma vertente acústica da obra em sua set list na rádio BBC. O tema também foi interpretado pelo grupo feminino britânico Little Mix no programa de competição musical The X Factor, em 2011.
"TiK ToK" foi utilizado na abertura da quinta temporada do reality show norte-americano The Hills, assim como na primeira temporada da série Melrose Place. O número também apareceu no filme Percy Jackson & the Olympians: The Lightning Thief e foi tocado na abertura da 59.ª edição do concurso Miss USA, em maio de 2010.
O single também foi parodiado por soldados das Forças de Defesa de Israel. O vídeo inicia-se com seis soldados da infantaria em patrulha em Hebrom, andando cautelosamente por uma rua deserta, armados e vestindo roupas de combate. Quando "TiK ToK" começa a tocar, os soldados fazem movimentos de dança coreografados. O elenco da série musical Glee, do canal de televisão FOX, apresentou a canção no décimo quarto episódio de sua segunda temporada, "Blame It on the Alcohol", com a personagem de Heather Morris, Brittany Pierce, assumindo a liderança. O tema também foi utilizado na sequência de abertura do vigésimo episódio da vigésima primeira temporada da série de animação americana The Simpsons, "To Surveil with Love", no qual todo o elenco lábio-sincroniza a canção.
| “ | Isso é incrível... Eu amo isso... Ter soldados israelenses dançando 'TiK ToK' e a abertura de The Simpsons ... [Eles são] sonhos. Tem sido um ano muito bom. | ” |

## Desempenho comercial

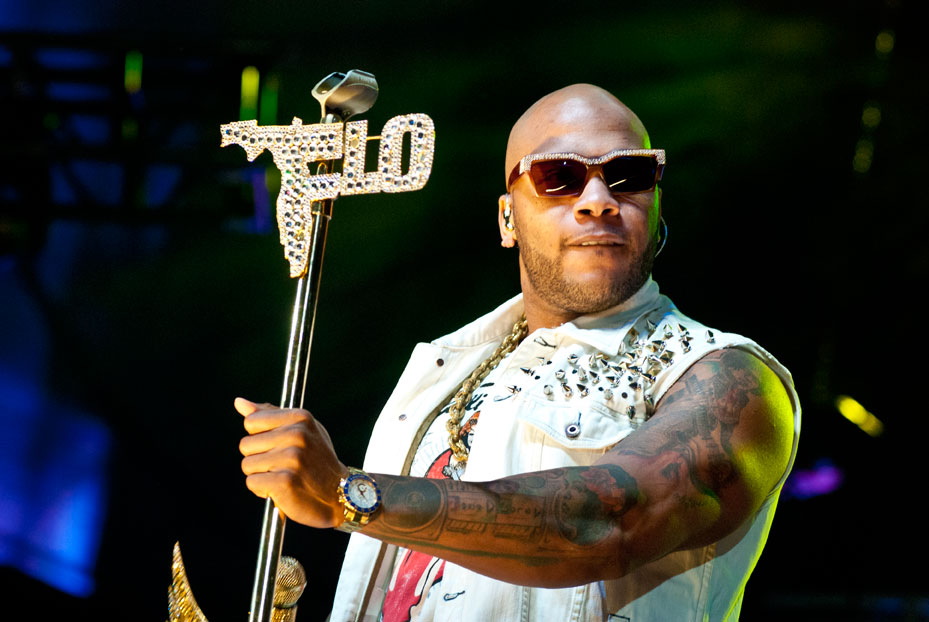
Ao vender 610 mil cópias, "TiK ToK" tornou-se a segunda canção com a melhor semana de vendas dos Estados Unidos, atrás apenas de "Right Round" (2009), single do rapper Flo Rida.

A obra fez sua estreia no 79.º posto da Billboard Hot 100, dos Estados Unidos, em 24 de outubro de 2009. Nas edições seguintes, o tema subiu de forma constante na tabela, vindo a entrar no top dez após seis semanas de permanência, ao saltar do número catorze ao dez, tornando-se o segundo single de uma artista feminina em estreia a alcançar os dez primeiros lugares da lista, em 2009. De seguida, subiu para a quinta colocação e, na mesma semana, atingiu a marca de um milhão de réplicas faturadas desde o seu lançamento. A obra conquistou a primeira posição no término da semana de 23 de dezembro, com vendas de 221 mil cópias digitais, tirando do topo o single "Empire State of Mind", do rapper Jay-Z com Alicia Keys, que liderara a parada por cinco semanas.  Na semana subsequente, manteve-se no primeiro lugar, vendendo 610 mil unidades. Devido a isso, "TiK ToK" estabeleceu o recorde de melhor semana de vendas por um single de uma artista feminina no Norte da América, superando "Just Dance" (2008), de Lady Gaga, que conseguira o feito no ano anterior, ao vender mais de 419 mil cópias. Simultaneamente, o single conseguiu tornar-se o segundo mais bem-vendido em uma semana nos Estados Unidos, atrás apenas de "Right Round" (2009), do rapper Flo Rida, que vendera 636 mil cópias na edição datada de 28 de fevereiro do mesmo ano. No total, a música passou nove semanas no número um, o maior número de edições registrado por uma artista feminina em estreia no país.
Ainda nos Estados Unidos, o tema chegou ao cume do periódico genérico Pop Songs, em 6 de fevereiro de 2010, com um total de onze mil 224 execuções em rádios, tornando-se, na época, a canção mais tocada nas paradas do país, com 365 execuções a mais que a antiga detentora do recorde, "Bad Romance" (2010), de Lady Gaga. A canção permaneceu no posto por sete semanas consecutivas. Além disso, também atingira o topo da Radio Songs, com uma audiência de 199.7 milhões em sua décima sexta semana. A faixa também se saiu bem na Digital Songs, que enumera as canções mais compradas virtualmente a cada semana nos Estados Unidos, tendo alcançado a primeira posição seis vezes. A música vendeu 5.633 milhões de cópias digitais em 2010 e tornou-se a mais vendida desse ano nos EUA. Até 2012, a gravação havia vendido mais de 6.668 milhões de unidades no país, tornando-se a sexta a canção a ultrapassar as seis milhões de distribuições em território norte-americano e a segunda por uma artista feminina a atingir tal feito, perdendo apenas para Lady Gaga com "Just Dance" (2008). Além disso, o single também é o sexto mais bem-vendido em nível digital da história dos Estados Unidos.
No Canadá, o material conquistou a primeira posição da lista publicada pela Music Canada em 21 de novembro de 2009. A canção permaneceu no topo das paradas por duas semanas antes de cair para a posição de número dois. Quatro semanas depois, o single recuperou a primeira posição e segurou-a por sete semanas, dando-lhe um total de nove semanas no topo da parada. Mais tarde, devido às mais de 580 mil cópias distribuídas, o single foi condecorado com sete discos de platina, terminando 2010 como a segunda música mais comprada do ano, atrás apenas de "California Gurls" (2010), de Katy Perry com Snoop Dogg . No Brasil, "TiK ToK" obteve o número um em fevereiro de 2010 e terminou o ano como a quinta música mais executada nas estações de rádio nacionais. Na Oceania, o sucesso se repetiu. Na Nova Zelândia, a música debutou na sétima colocação da Recording Industry Association of New Zealand (RIANZ), em 5 de outubro de 2009, e saltou para a primeira sete dias depois, mantendo-se na posição por cinco semanas. Desde então, a composição foi classificada como disco de platina duplo, pela excedência de quarenta mil cópias comercializadas na nação. Desempenho semelhante obteve na Austrália, onde se manteve no primeiro lugar por oito edições seguidas. Com isso, "TiK ToK" acabou por se tornar a nona música mais vendida de 2009 e a décima segunda de 2010 e, como recompensa pelas mais de trezentas mil réplicas exportadas, foi premiada com cinco discos de platina pela Australian Recording Industry Association (ARIA).
Na Europa Continental, a obra qualificou-se no primeiro lugar em onze países, como na Áustria, na Alemanha, na Suíça, na França e na Noruega. Além disso, figurou dentre as dez mais vendidas em países como Suécia, Irlanda e Portugal. No Reino Unido, ela estreou na sexta posição da lista oficial das mais vendidas, em 8 de novembro de 2009, e obteve como posição mais elevada o número quatro. De acordo com a Official Charts Company (OCC), o single havia vendido 619 mil unidades em território britânico, até maio de 2011. Na Itália, tornou-se o sexto com mais downloads pagos no primeiro semestre do ano e foi certificado com três discos de platina pela Federazione Industria Musicale Italiana (FIMI). Mundialmente, ele vendeu mais de 12.800 milhões de cópias somente em 2010, tornando-se o mais comprado do ano. Também foi o mais executado pelos internautas na rádio on-line Last.FM, com 5.400 milhões de scrobblings ao longo do ano. Até 2012, "TiK ToK" havia vendido mais de catorze milhões de cópias em nível global, o que lhe garantiu a segunda posição da lista das músicas com mais downloads pagos no mundo, atrás apenas de "Blurred Lines" (2013), de Robin Thicke com T.I. e Pharrell Williams.
| Tabela musical (2009 - 2011)                                  | Melhor posição |
| ------------------------------------------------------------- | -------------- |
| Alemanha (Media Control Charts)                               | 1              |
| Argentina (Cámara Argentina de Productores de Fonogramas)     | 1              |
| Austrália (ARIA Charts)                                       | 1              |
| Austrália (Australia Digital Songs)                           | 1              |
| Áustria (Ö3 Austria Top 40)                                   | 1              |
| Bélgica (Airplay Chart top 50 de Flandres)                    | 1              |
| Bélgica (Airplay Chart top 40 da Valônia)                     | 1              |
| Brasil (Brasil Hot 100 Airplay)                               | 1              |
| Bulgária (Bulgarian Association of Music Producers)           | 3              |
| Canadá (Canadian Hot 100)                                     | 1              |
| Coreia do Sul (Gaon International Singles Chart)              | 1              |
| Croácia (Hrvatska Airplay Radio Chart)                        | 1              |
| Dinamarca (IFPI Dinamarca)                                    | 1              |
| Escócia (Scottish Singles and Albums Charts)                  | 1              |
| Eslováquia (IFPI República Eslovaca)                          | 2              |
| Espanha (Productores de Música de España)                     | 1              |
| Espanha (Radio Airplay Chart)                                 | 1              |
| Estados Unidos (Billboard Hot 100)                            | 1              |
| Estados Unidos (Mainstream Top 40)                            | 1              |
| Estados Unidos (Radio Songs)                                  | 1              |
| Estados Unidos (Dance/Mix Show Airplay)                       | 1              |
| Estados Unidos (Heatseekers Songs)                            | 1              |
| Estados Unidos (Pop Songs)                                    | 1              |
| Finlândia (IFPI Finlândia)                                    | 2              |
| França (Syndicat National de l'Édition Phonographique)        | 1              |
| França (SNEP Digital Songs)                                   | 1              |
| Grécia (IFPI Grécia)                                          | 1              |
| Hungria (Magyar Hanglemezkiadók Szövetsége)                   | 1              |
| Irlanda (IRMA Singles Chart)                                  | 3              |
| Itália (Federazione Industria Musicale Italiana)              | 2              |
| Japão (株式会社オリコン)                                      | 3              |
| Luxemburgo (Luxembourg Digital Songs)                         | 1              |
| México (Asociación Mexicana de Productores de Fonogramas)     | 4              |
| Noruega (VG-Lista)                                            | 1              |
| Nova Zelândia (Recording Industry Association of New Zealand) | 1              |
| Países Baixos (MegaCharts)                                    | 6              |
| Polônia (Związek Producentów Audio Video)                     | 5              |
| Portugal (Portugal Digital Songs)                             | 9              |
| Reino Unido (UK Singles Chart)                                | 4              |
| Chéquia (IFPI Česká Republika)                                | 2              |
| Romênia (Radio Airplay Chart)                                 | 3              |
| Rússia (Российские музыкальные чарты)                         | 1              |
| Suécia (Sverigetopplistan)                                    | 3              |
| Suíça (Schweizer Hitparade)                                   | 1              |
| Tchecoslováquia (Czech Airplay Chart)                         | 2              |
| Ucrânia (ФДР Україна чартах)                                  | 11             |
| União Europeia (European Hot 100)                             | 1              |

| Região (Certificador)         | Certificação | Vendas      |
| ----------------------------- | ------------ | ----------- |
| Alemanha (BVMI)               | 3× Ouro      | 450.000+    |
| Austrália (ARIA)              | 5× Platina   | 350.000+    |
| Áustria (IFPI Áustria)        | Platina      | 30.000+     |
| Bélgica (BEA)                 | Platina      | 30.000+     |
| Canadá (Music Canada)         | 7× Platina   | 580.000+    |
| Coreia do Sul (KMCIA)         | —            | 2.000.000 + |
| Dinamarca (IFPI Dinamarca)    | Platina      | 10.000+     |
| Espanha (PROMUSICAE)          | 2× Platina   | 200.000+    |
| Estados Unidos (RIAA)         | 6× Platina   | 6.670.000+  |
| Finlândia (IFPI Finlândia)    | Ouro         | 10.000+     |
| França (SNEP)                 | Ouro         | 150.000+    |
| Itália (FIMI)                 | 3× Platina   | 90.000+     |
| Japão (RIAJ)                  | Ouro         | 100.000+    |
| México (AMPROFON)             | Ouro         | 50.000+     |
| Nova Zelândia (RIANZ)         | 2× Platina   | 40.000+     |
| Reino Unido (BPI)             | Platina      | 620.000+    |
| Suécia (IFPI Svenska Gruppen) | Platina      | 20.000+     |
| Suíça (IFPI Schweiz)          | Platina      | 40.000+     |
| Mundo (IFPI World Chart)      | —            | 14.000.000+ |

## Histórico de lançamento
"TiK ToK" foi enviada às estações de rádio norte-americanas em 7 de agosto de 2009. Mais tarde, a obra passou a ser distribuída como download digital, através do iTunes Store, em vários países, como Austrália, Canadá e Brasil. Em território estadunidense, também foi lançada em formato de extended play (EP) digital.
| País           | Data                   | Formato                    | Gravadora   |
| -------------- | ---------------------- | -------------------------- | ----------- |
| Austrália      | 20 de agosto de 2009   | Download digital           | RCA Records |
| México         | 20 de agosto de 2009   | Download digital           | RCA Records |
| Nova Zelândia  | 20 de agosto de 2009   | Download digital           | RCA Records |
| Noruega        | 20 de agosto de 2009   | Download digital           | RCA Records |
| Portugal       | 20 de agosto de 2009   | Download digital           | RCA Records |
| Canadá         | 25 de agosto de 2009   | Download digital           | RCA Records |
| Estados Unidos | 25 de agosto de 2009   | Download digital           | RCA Records |
| Reino Unido    | 3 de novembro de 2009  | Download digital           | RCA Records |
| Irlanda        | 5 de novembro de 2009  | CD single                  | RCA Records |
| Irlanda        | 6 de novembro de 2009  | Download digital           | RCA Records |
| Brasil         | 27 de novembro de 2009 | Download digital           | Sony Music  |
| Estados Unidos | 27 de novembro de 2009 | Extended play (EP) digital | RCA Records |